# Fillmore (Saskatchewan)
Fillmore es un pueblo canadiense situado en la provincia de Saskatchewan.

## Superficie
Fillmore tiene una superficie de 1,32 km².

## Demografía
En 2021, tenía 282 habitantes, una densidad poblacional de 212,8 hab./km², y 149 viviendas.